# Урі Розенталь
Уріель (Урі) Розенталь (нід. Uri Rosenthal; нар. 19 липня 1945, Монтре, Швейцарія) — нідерландський політик, міністр закордонних справ Нідерландів в першому уряді Марка Рютте з 14 жовтня 2010 до 5 листопада 2012 року. Член Народної партії за свободу і демократію.

## Біографія
Народився 19 липня 1945 року в Монтре, Швейцарія у сім'ї євреїв-біженців з окупованих Нідерландів, які в 1942 році втекли через Францію. Закінчив ліцей в Гаазі і Амстердамський університет, де вивчав політологію. У 1978 році захистив докторську дисертацію в Роттердамському університеті Еразма.
З 1980 року — професор політології і державного управління в Університеті Еразма, в 1987—2011 роках — професор державного управління Лейденського університету. У 1999 році був обраний до Сенату від Народної партії за свободу і демократію, в 2005 році очолив її фракцію в Сенаті. Після парламентських виборів 2010 року королева Беатрікс доручила йому ведення переговорів про формування нового уряду.
Після формування нового уряду на чолі з Марком Рютте останній попросив його стати міністром закордонних справ.
Урі Розенталь — один із перших європейських офіційних осіб, хто закликав до розширення санкцій проти Олександра Лукашенка і його соратників після подій 19 грудня 2010 року. Розенталь назвав головною умовою подальшого зближення Сербії з ЄС співпраця з Гаагським трибуналом.
Також він виступає за мирні переговори між Ізраїлем і Палестинською національною адміністрацією. У ЗМІ його називають «відомим своїми сильними проізраїльськими настроями».